# Myopa palliceps
Myopa palliceps är en tvåvingeart som först beskrevs av Jacques-Marie-Frangile Bigot 1887.  Myopa palliceps ingår i släktet Myopa och familjen stekelflugor.
Artens utbredningsområde är Algeriet. Inga underarter finns listade i Catalogue of Life.